# ميك أودود
ميك أودود (بالإنجليزية: Mick O'Dowd)‏ هو لاعب كرة القدم الغالية أيرلندي، ولد في 5 نوفمبر 1973 في Skryne ‏ في جمهورية أيرلندا.